# Hanno Ehrler
Hanno Ehrler (* 17. August 1958 in Wiesbaden) ist ein deutscher Musikjournalist und Heilpraktiker.

## Biografie
Hanno Ehrler studierte Musikwissenschaft, Kunstgeschichte und Ethnologie in Mainz und promovierte 1989 mit einer Arbeit über die Groupe de Six. Von 1981 bis 1986 war er als Lektor für zeitgenössische Musik beim Verlag Breitkopf & Härtel tätig. Von 1989 an arbeitet er als freier Journalist, für die Frankfurter Allgemeine Zeitung, diverse Musikzeitschriften (Neue Zeitschrift für Musik, MusikTexte) und die Rundfunkanstalten der ARD, vor allem für die Redaktion Neue Musik des Deutschlandfunks Köln. Neben zeitgenössischer Musik sind weitere Arbeitsschwerpunkte Alternativmedizin und Fotografie.
2000 war er Dozent bei den Internationalen Ferienkursen für Neue Musik in Darmstadt. Von 2003 bis 2007 absolvierte er eine Ausbildung zum Heilpraktiker und zum Osteopathen an der International Academy of Osteopathy (IAO). Seit 2007 arbeitet er neben seiner journalistischen Tätigkeit in eigener Praxis in Bochum. 2008 gründete er die HEB-Heilpraktikerschule Bochum.
Hanno Ehrler ist ein Enkel von Fritz Ehrler, Präsident des Regierungsbezirks Wiesbaden von 1925 bis 1933.

## Veröffentlichungen (Auswahl)
- Thomas Plum: Bilder 1981–1984. Hochhuth, Hamburg 1985.
- Untersuchungen zur Klaviermusik von Francis Poulenc, Arthur Honegger und Darius Milhaud. Hans Schneider, Tutzing 1990, ISBN 978-3-7952-0653-6
- Grenzgänger. Gedanken zum Komponieren von Karl-Wieland Kurz und Jakob Ullmann. In: Axel Beer, Kristina Pfarr, Wolfgang Ruf (Hgg.): Festschrift Christoph-Hellmut Mahling zum 65. Geburtstag. Hans Schneider, Tutzing 1997, ISBN 978-3-7952-0900-1, S. 323 ff.
- Mit analytischer Klarheit und offenem Herzen. Der Ort als politische Kategorie des Komponierens. In: Bojan Budisavljevic (Hrsg.): LandMarks/EarMarks, Gerhard Stäbler und sein Werk. ConBrio, Regensburg 1999, ISBN 978-3-932581-28-1, S. 58 ff.
- Das Unhörbare hörbar machen. In: Sabine Schäfer, Krebs Joachim (Hrsg.): TopoSonic Arts 1997-2006. Kehrer, Heidelberg 2007, ISBN 978-3-939583-54-7
- … ich war so ’ne eigene Komponistin, irgendwie …, 10 Jahre Kompositionsklasse für Kinder und Jugendliche Winsen – eine Untersuchung. Pfau, Saarbrücken 2009, ISBN 978-3-89727-417-4.
- Ordnung, Chaos und Computer. In: Stefan Drees (Hrsg.): Im Spiegel der Zeit, Die Komponistin Unsuk Chin. Schott, Mainz 20119, ISBN 978-3-7957-0760-6, S. 29–49.
- Wood & Skin. Fotografien 2010 bis 2014. Hanno Ehrler, Bochum 2014, ISBN 978-3-9816800-0-3.
- Manuel. Fotografien 2012 bis 2015. Hanno Ehrler, Bochum 2015, ISBN 978-3-9816800-1-0.
- mit Christof Schläger: Urbane Rituale. Der Klangkünstler Christof Schläger. Hanno Ehrler, Bochum 2015 ISBN 978-3-9816800-2-7.
- mit Manuel Berdel: Der Malta-Report. Ein Reisebericht. Monsenstein und Vannerdat, Münster 2016, ISBN 978-3-95645-811-8.
- Proportion und Poesie. Der Kosmos des Komponisten Erwin Koch-Raphael. Schott, Mainz 2017, ISBN 978-3-95983-555-8.
- Kranksein heißt Menschsein. Krankheit anders verstehen. Ein Bericht aus der Praxis. Tredition, Hamburg 2019, ISBN 978-3-7482-2237-8.
- Poetische Explosionen. In: Ein Konzert ist eine Feuerstelle. Die Komponistin Maria de Alvear, Wolke Verlag, Hofheim am Taunus 2021, S. 8–19, ISBN 978-3-95593-888-8.
- mit Manuel Berdel: Grazie & Anmut. Jünglingsaktskulpturen im öffentlichen Raum. Epubli, Berlin 2022, ISBN 978-3-7549-7427-8.
- Engeljagd. Ein Rafael-Schelbert-Roman. Books on Demand, Norderstedt 2023, ISBN 978-3-7392-4958-2.